# Sarah Hoagland
Sarah Hoagland (1945-) à Denver, Colorado, est professeure de philosophie et de Women's studies à la Northeastern Illinois University (en) à Chicago. Elle est l'auteure de Lesbian Ethics: Toward New Value, et co-éditrice (avec Julia Penelope) de For Lesbians Only, une anthologie sur le thème du séparatisme lesbien, et (avec Marilyn Frye) Re-reading the Canon: Feminist Interpretations of Mary Daly.

## Biographie
Sarah Hoagland est née le 4 juin 1945 à Denver, Colorado. Elle s'est installée à Chicago en 1977.
Elle est l'une des fondatrices, en 1972, de la revue Hypatia: A Journal of Feminist Philosophy.
Elle témoigne dans le documentaire Lesbiana : A Parallel Revolution de Myriam Fougère réalisé en 2012.

## Distinctions
- Lambda Literary Award, Lesbian Nonfiction, 2010, pour Lesbian Ethics: Toward New Value[5]
- Bernard J. Brommel Distinguished Research Professor Award, Northeastern Iillinois University (NEIU), 2008 [6]
- Chicago Gay and Lesbian Hall of Fame, 2000[7]

## Publications

### Livres
- Sarah Lucia Hoagland et Julia Penelope, For lesbians only : a separatist anthology, Londres, Onlywomen Press Ltd, 1988, 596 p. (ISBN 978-0-906500-28-6, lire en ligne )
- Sarah Hoagland, Lesbian Ethics : Toward New Value, Palo Alto, California, Institute of Lesbian Studies, 1992 (ISBN 978-0-934903-03-5)
- Sarah Lucia Hoagland et Marilyn Frye, Feminist interpretations of Mary Daly, University Park, Pennsylvania, Pennsylvania State University, coll. « Re-reading the cannon », 2000, 452 p. (ISBN 978-0-271-02019-8)

### Articles
- (en) Sarah Hoagland, « Coercive Consensus », Sinister Wisdom, no 6,‎ été 1978, p. 86-92 (lire en ligne, consulté le 3 janvier 2020).

### Essais
- (en) Sarah Lucia Hoagland, « Sadism, masochism, and lesbian-feminism », dans Diana Russell, Susan Leigh Star, Darlene Pagano (en) et Robin Ruth Linden, Against sadomasochism: a radical feminist analysis (en), East Palo Alto, Frog in the Well, 1983 (ISBN 9780960362837), p. 153-163.
- (en) Sarah Lucia Hoagland, « Some Thoughts About "Caring" », dans Claudia Card (en), Feminist Ethics, Lawrence, University Press of Kansas, 1991 (ISBN 9780700604838), p. 246-263.
- (en) Sarah Lucia Hoagland et Julia Penelope, « Lesbianism, sexuality and power: the patriarchy, violence and pornography », Sinister Wisdom, Amherst, Massachusetts, vol. 15,‎ 1980 (OCLC 70961358, lire en ligne)